# لی جه وون
لی جه وون (انگلیسی: Lee Jae-won؛ زادهٔ ۵ آوریل ۱۹۸۰) موسیقی‌دان اهل کره جنوبی است. وی از سال ۱۹۹۶ میلادی تاکنون مشغول فعالیت بوده‌است.